# Чиркати, Алессандро
Алессандро Чиркати (англ. Alessandro Circati; род. 10 октября 2003, Фиденца, Эмилия-Романья) — австралийский футболист, защитник клуба «Парма».

## Клубная карьера
Чиркати — воспитанник клуба «Перт Глори». В 2021 году игрок подписал контракт с итальянской «Пармой», где начал выступать за молодёжную команду. 26 февраля 2022 года в матче против СПАЛа он дебютировал в итальянской Серии B. 24 сентября 2023 года в поединке против «Сампдории» Алессандро забил свой первый гол за «Парму». 

## Международная карьера
В 2020 году игрок вызывался в состав молодёжной сборной Италии, но в 2023 году принял решение выступать за Австралию, так как имеет двойное гражданство. 17 октября в товарищеском матче против сборной Новой Зеландии Чиркати дебютировал за сборную Австралии. 